# Парди, Игнас Гастон

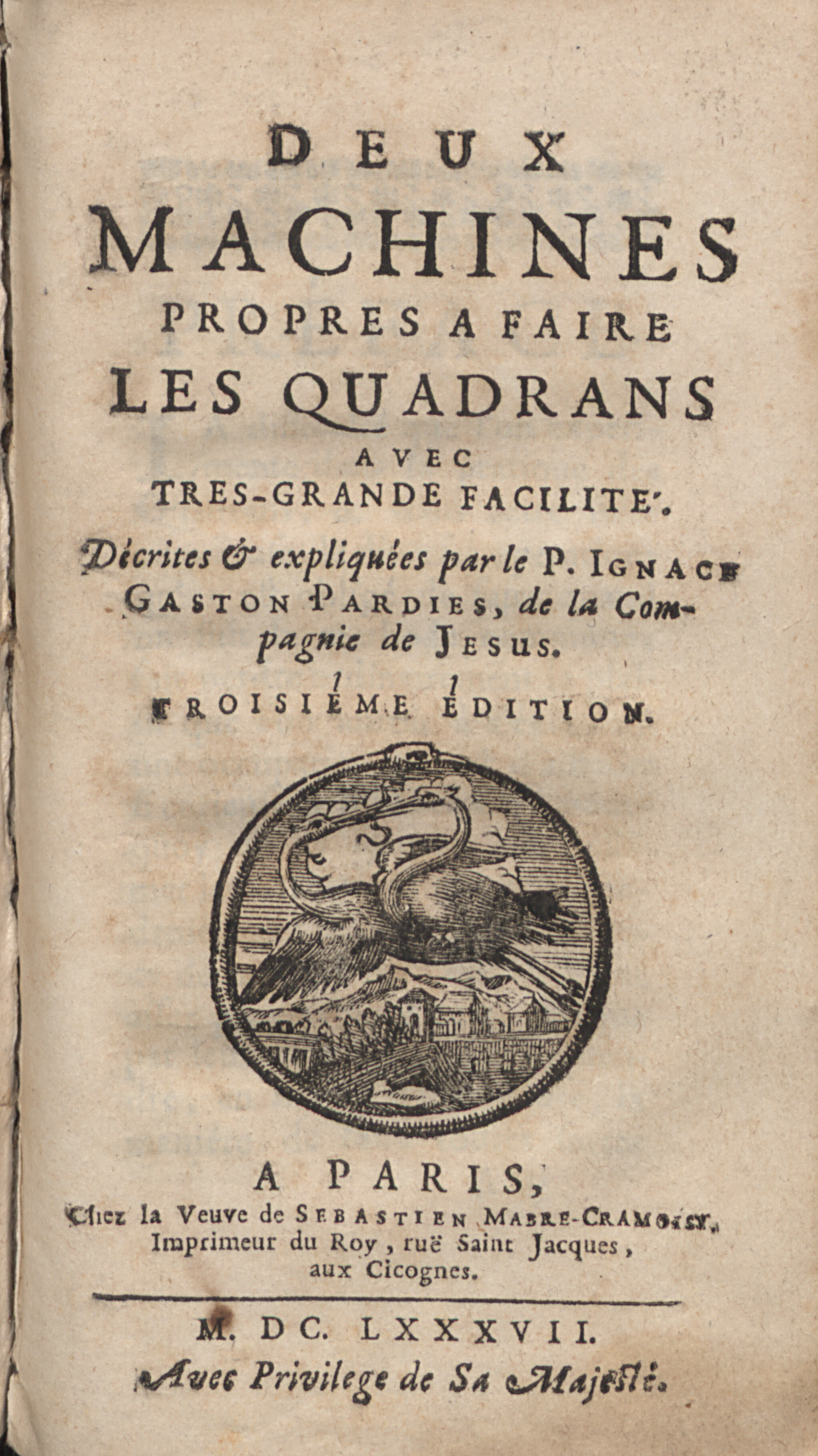
Deux machines propres à faire les quadrans, 1687

Игна́с (Иньяс) Гасто́н Парди́ (устар. Пардис, фр. Ignace-Gaston Pardies, 5 сентября 1636, По — 21 апреля 1674, Париж) — французский математик и физик, иезуит, картезианец.

## Биография
Игнас Гастон Парди родился в городе По в семье парламентского советника. В 1652 году вступил в орден иезуитов, где изучал сначала словесность, затем философию, и частично проникся идеями Декарта. Далее он преподавал математику в клермонтском иезуитском коллеже.
Скончался в возрасте 38 лет от лихорадки, которой заразился при посещении в качестве священника заключённых больницы Бисетр, недалеко от Парижа..

## Научная деятельность
Парди известен как один из первых критиков ньютоновской корпускулярной теории света и сторонник волновой теории света. В статье «Two letters containing some animadversions upon J. Newton’s theory of light» («Philosophical Transactions», 1672) Парди утверждал, что удлинение спектра происходит от различного направления падающих лучей. Для дальнейшего поддержания своих возражений, как ученик Декарта, Парди обратился к гипотезе Гримальди о расширяемости преломлённого луча и к теории волн Гука. Ньютон ответил Парди в том же томе «Philosophical Transactions», его ответы полностью удовлетворили Парди, и он снял все свои возражения.
Был известен также как критик идей Галилея в механике. Впервые в Европе опубликовал теорему о сумме площадей луночек, построенных на катетах прямоугольного треугольника.
Незадолго до смерти, в 1673 году, Парди сформулировал принцип затвердевания гибких нитей (таких, как подвесные мосты, цепные линии и т. д.):
| Форма любой выделенной части нити не изменится, если остальную часть нити заменить подходящими силами, приложенными к концам выделенной части нити и направленными вдоль касательных к нити в её концах. |

На этот «принцип Парди» опирался Якоб Бернулли в своих исследованиях по гибким балкам и нитям. В 1691 году Якоб Бернулли вывел дифференциальные уравнения равновесия гибких нитей при действии произвольной распределённой нагрузки, уравнения изгиба консольной балки, закреплённой по концам.
В посмертно изданном красочном звёздном атласе Парди предложил новое созвездие Лилии, однако большого интереса это предложение не вызвало и вскоре было забыто.  Сейчас это участок неба входит в созвездие Овна.

## Труды
- «Horologium traumanticum duplex» (Париж, 1662)
- «Dissertatio de motu et natura cometarum» (Бордо, 1665)
- «Elémens de Géométrie» (Paris, 1671), переведена на латинский и английский языки
- «Connaissance des Bestes» (Paris, 1672)
- «Description et explication de deux machines propres à faire des cadrans avec une grande facilité» (Париж, 1673, 3-е издание — 1689)
- «La statique ou la science des forces mouvantes» (Париж, 1673, критика взглядов Галилея)

Посмертно изданы:
- Звёздный каталог «Tabulae uranographicae» (Париж, 1673—1674)
- «Globi coelestis in tabula plana redacti descriptio» (Париж, 1675)[5], дважды переиздан (1693, 1700)
- «Traité complet d'Optique» (1682)
- «Oeuvres de mathématiques» (Гаага, 1691 на французском, Амстердам, 1694 на латинском; переиздания: Лион, 1709, 1725).